# Thủy điện Buôn Tua Srah
Thủy điện Buôn Tua Srah là công trình thủy điện xây dựng trên dòng ea Krông Nô tại vùng đất xã Nam Ka huyện Lắk, tỉnh Đắk Lắk và xã Quảng Phú, huyện Krông Nô, tỉnh Đắk Nông, Việt Nam.
Thủy điện Buôn Tua Srah có công suất lắp máy 86 MW với 2 tổ máy, khởi công tháng 11/2004 , hoàn thành tháng 7/2011 .